# Карпаторуська трудова партія
Карпаторуська трудова партія (Карпаторуська трудова партія малоземельних і безземельних) — одна з москвофільських партій Підкарпатської Русі в складі Чехословаччини. Дотримувалася агарної і лівоцентристської орієнтації. Її членство складалося переважно з емігрантів з Галичини та Буковини. Російські емігранти, які осіли в Чехословаччині, також мали на неї незначний вплив.

## Історія
Партія була організована 11 липня 1920 року з ініціативи діячів галицько-руського руху Андрія Гагатко і Іларіона Цуркановича. До керівництва партії також увійшли Юлій Гаджега, Кирило Прокоп та інші.
У 1920-х роках Едвард Бенеш вважав цю партію відповідним кандидатом до урядової коаліції, попри те, що партія була античеською та вимагала автономії Підкарпатської Русі (наприклад, вона вимагала створення Підкарпатського парламенту або призначення руських жандармів і вчителів).
Програма партії передбачала розширення автономії Підкарпатської Русі в межах Чехословаччини, розширення її території за рахунок Списької, Шариської і Земплінської жуп, введення російської мови як офіційну в установах і школах. У соціальній сфері партія виступала зі зрівняльними вимогами за зразком російських есерів (так як перебувала під впливом Катерини Брешко-Брешковської, що жила в Ужгороді). Друкованим органом була газета «Русская земля» (1919—1938), редакцію якої очолив В. Нічай. 1923 року партія об'єдналася з Карпаторуською землеробською республіканською партією, 1925-го знову виділилася.
На виборах 1924 і 1925 років виступала в блоці з Чехословацькою національно-соціалістичною партією (що носила до 1926 року назву Чехословацької соціалістичної партії), разом зібрали відповідно 20 068 (8 %) і 15 759 (6,4 %) голосів.
На виборах 1929 року разом з «Російським народним з'єднанням» створила «Русский блок», який виступив з правою Чехословацькою національно-демократичною партією Карела Крамаржа. Разом зібрали 48 609 (18,3 %) голосів. Іларіон Цурканович став сенатором від КТП у чехословацькому парламенті в 1929—1935 роках. Андрій Гагатко став депутатом нижньої палати чехословацького парламенту.
Партія досить часто видозмінювала партійні цілі та програмну платформу, проте незмінними залишались позиції з іредентськими ідеями Угорщини.
Припинила своє уснування 29 жовтня 1938 року.